# Mohamed Al-Fayed
Mohamed Abdel Moneim Al-Fayed (arabisk: محمد عبد المنعم الفايد, Muḥammad ʿAbd al-Munʻim al-Fāyad; født 27. januar 1933, død 30. august 2023) var en egyptisk forretningsmand. Han ejede den engelske Premier League-klub Fulham F.C. og Hôtel Ritz Paris. Han var også indehaver af det engelske stormagasin Harrods.
Fayed giftede sig med den finske model Heini Wathén, som han fik fire børn med. Fayeds ældste søn fra et tidligere ægteskab, Dodi, døde den 31. august 1997 i en bilulykke i Pont de l'Alma-tunnellen i Paris sammen med prinsesse Diana og chauffør Henri Paul.

## Fulham FC
Fayed købte fodboldklubben Fulham F.C. i 2. division (i dag bedre kendt som League One, fra formand Jimmy Hill i sommeren 1997. Han fremsatte straks ambitiøse planer om at nå Premier League inden fem år. Til dette formål valgte han "manager-drømmeholdet" Ray Wilkins og Kevin Keegan. Det betød, at Micky Adams blev fyret. Adams havde ellers ført Fulham til oprykning fra 3. division.
Fulham vandt suverænt 2. division med rekordstore 101 point i 1999, men måtte derefter sige farvel til Keegan, der kom til Englands fodboldlandshold. I 2001 vandt Fulham 1. division (The Championship) under manager Jean Tigana med 100 points og over 100 mål. Det betød, at Fayeds målsætning blev opfyldt efter fire år, og allerede i 2002 var de i UEFA Cuppen efter at have kvalificeret sig efter Intertoto Cup.
Fayed udtalte samtidig, at han ville have Fulham til at blive "Manchester United of the South", hvilket dog ikke er opfyldt i 2011.
I april 2011 skabte Al-Fayed stor opstandelse blandt Fulhams fans, da han opførte en statue af sin afdøde ven Michael Jackson udenfor Craven Cottage. Fayed havde som reaktion på opstandelsen følgende kontroversielle udtalelser: "Fulham fans will love it, if some stupid fans don’t appreciate such a gift they can go to hell. If they don’t believe in the things I believe in they can go to Chelsea, they can go anywhere.”